# Björn Þórðarson
Björn Þórðarson, född  1879, död 1963 var Islands statsminister från 16 december 1942 till 21 oktober 1944. Han var statsminister under tiden Island blev självständigt från Danmark.